# Ogaden (klan)
 Denne artikel omhandler klanen Ogaden. Opslagsordet har også en anden betydning, se Ogaden (område).
Ogaden er den største underklan inden for den somaliske Darod-klan.
Ogaden-klanen lever i den sydvestlige del af Somalia, den østlige del af Etiopien, samt i det nordøstlige Kenya.
Ogaden er kendt for deres nomadetraditioner med et stærk oprindeligt somalisk sæt af værdier og normer[kilde mangler]. Ogaden-folk befinder sig primært i de største byer i det østlige Etiopien, såsom Kebri Dahar, Degehabur, Werder, Gode og Jijiga.